# Cernat (okręg Dolj)
Cernat – wieś w Rumunii, w okręgu Dolj, w gminie Sopot. W 2011 roku liczyła 70 mieszkańców.